# Wait till the Sun Shines, Nellie
Wait till the Sun Shines, Nellie é um filme de drama estadunidense de 1952 dirigido por Henry King e estrelado por Jean Peters e David Wayne.

## Elenco
- Jean Peters como Nellie Halper
- David Wayne como Ben Halper
- Hugh Marlowe como Ed Jordan
- Albert Dekker como Lloyd Slocum
- Helene Stanley como Eadie Jordan
- Tommy Morton como Benny Halper, Jr.
- Joyce MacKenzie como Bessie Jordan
- Alan Hale, Jr. como George Oliphant
- Richard Karlan como Mike Kava
- William Walker como Robert Waverly Ferris